# Xian de Huoshan
Le xian de Huoshan (霍山县 ; pinyin : Huòshān Xiàn) est un district administratif de la province de l'Anhui en Chine. Il est placé sous la juridiction de la ville-préfecture de Lu'an.

## Démographie
La population du district était de 363 798 habitants en 1999.

## Personnalités liées
- Wang Liqun (1945-), historien chinois et professeur à l'École des Arts de l'Université du Henan